# Petaurista
A Petaurista az emlősök (Mammalia) osztályának a rágcsálók (Rodentia) rendjébe, ezen belül a mókusfélék (Sciuridae) családjába tartozó nem.

## Rendszerezés
A nembe az alábbi 8 faj tartozik:
- tarka óriásrepülőmókus (Petaurista alborufus) Milne-Edwards, 1870
- foltos óriásrepülőmókus (Petaurista elegans) Müller, 1840
- japán óriásrepülőmókus (Petaurista leucogenys) Temminck, 1827
- Hodgson-óriásrepülőmókus (Petaurista magnificus) (Hodgson, 1836)
- bhutáni óriásrepülőmókus (Petaurista nobilis) (Gray, 1842)
- vörös óriásrepülőmókus (Petaurista petaurista) (Pallas, 1766) - típusfaj
- indiai óriásrepülőmókus (Petaurista philippensis) Elliot, 1839
- kínai óriásrepülőmókus (Petaurista xanthotis) Milne-Edwards, 1872